# La dama di Chung-King
La dama di Chung-King (Lady from Chungking) è un film del 1942 diretto da William Nigh.

## Trama
Durante la guerra sino-giapponese, Kwan Mei una giovane cinese cerca in tutti i modi di salvare due piloti catturati dai giapponesi, operazione resa più difficile dall'arrivo di Kaimura, un generale giapponese, segno che la zona sarà interessata da una nuova offensiva.

## Distribuzione
È stato distribuito in Italia nel 1947 col titolo La dama di Chung-King. In seguito è divenuto noto col titolo La signora da Chung King, sebbene non sia mai stato distribuito con tale titolo.